# Дені Вільнев
Дені́ Вільне́в (фр. Denis Villeneuve; фр. вимова: [dəni vilnœv]; нар. 3 жовтня 1967) — франко-канадський кінорежисер, продюсер і сценарист. Його фільми зібрали у світовому прокаті понад 1 млрд $ і отримали три премії «Оскар» за 28 номінацій. Володар п'яти премій ВАФТА та двох Золотих глобусів.
Народившись у Жантії, Квебек, Вільнев розвинув інтерес до кінематографа в ранньому віці. Незабаром після вивчення кіно в університеті він розпочав співпрацю з канадським Національним кінематографічним управлінням, займаючись зйомкою короткометражних фільмів. 1998 року він зняв свій перший повнометражний фільм «32-ге серпня на Землі». Після випуску своєї другої картини, «Вир» (2000), Вільнєв вирішив узяти перерву, щоби покращити свої навички. Він знову повернувся на великий екран із драмами «Політех» (2009) та «Пожежі» (2010), остання з яких здобула визнання критиків та була номінована на «Оскар» за найкращий міжнародний художній фільм. Після цього він перейшов до знімання англомовних фільмів, як-от трилери «Полонянки» (2013), «Ворог» (2013) та «Сікаріо» (2015), які також мали успіх. Його наступними проєктами стали науково-фантастичні фільми «Прибуття» (2016), «Той, хто біжить по лезу 2049» (2017), «Дюна» (2021) та «Дюна 2» (2024), що отримали визнання критиків. Вільнев був номінований на «Оскар» як найкращий режисер за «Прибуття».
Вільнев отримав численні нагороди та номінації. 2018 року йому було присвоєно ступінь офіцера Ордену Канади, а наступного року він був посвячений у лицарі Національного ордену Квебеку і нагороджений премією «Режисер десятиліття» від Голлівудської асоціації критиків.

## Раннє життя

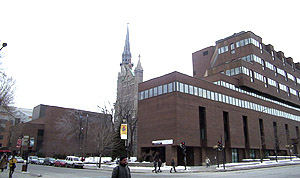
Вільнев вивчав кіномистецтво у Квебецькому університеті в Монреалі

Дені Вільнев народився 3 жовтня 1967 року в містечку Жантії, яке є частиною більшого міста Беканкур, провінція Квебек, у франко-канадській сім'ї нотаріуса Жана Вільнева й домогосподарки Ніколь Демерс. Він є найстаршим із чотирьох дітей Жана й Ніколь. Його молодший брат, Мартін, також є кінематографістом.
Вільнев виріс поблизу АЕС Джентіллі і з раннього віку цікавився науково-фантастичними журналами та книгами, як-от «Популярна механіка» й «Наука й життя» та «Дюна» Френка Герберта відповідно. Він також розвинув інтерес до кінематографа, роблячи розкадрування для вигаданих фільмів зі своїм близьким другом, включно з адаптацією «Дюни». На нього вплинули такі фільми, як «Космічна одіссея 2001 року» (1968), «Близькі контакти третього ступеня» (1977), «Зоряні війни: Імперія завдає удару у відповідь» (1980) і «Той, хто біжить по лезу» (1982).
Вільнев відвідував семінарію Сен-Жозефа, де був гравцем хокейної команди, і знімав короткометражні фільми, за що отримав прізвисько «Спілберг» серед друзів. Він вивчав науку в Колежі загальної та професійної освіти в Труа-Рів'єр, але згодом вирішив, що це навчання є «глухим кутом», описавши витрачений час як «роки депресії». Після цього Вільнев вступив до Квебецького університету в Монреалі, де проходив комунікаційну програму за спеціальністю кінематограф.

## Кар'єра

### 1990-ті: Рання кар'єра
У 1990—1991 роках, після невдалої попередньої спроби, Вільнев узяв участь у новому сезоні змагальної передачі «Перегони: призначення — світ» від Radio-Canada, яка цього разу проходила у Євразії та мала на меті відправити молодих кінематографістів у подорож континентом для знімання короткометражних фільмів. Подорожуючи Євразією він відвідав такі країни, як Індонезія, Таїланд, Китай, Індія, Туреччина та СРСР, і зняв 25 короткометражних фільмів, за які в підсумку здобув перемогу та однорічне стажування в канадському Національному кінематографічному управлінні (НКУ). Після цього він став асистентом режисера П'єра Перро під час знімання документального фільму «Крижаний воїн» (1994) на острові Елсмір, а пізніше вирушив на Ямайку, де зняв короткометражну документальну стрічку «REW-FFWD» (1994) для НКУ. Водночас він став постановник кількох музичних відеокліпів, як-от «Ensorcelée» для Даніеля Беланджера, «Querer» для «Цирку дю Солей» і «Tout simples jaloux» для Beau Dommage, що були відзначені нагородами. У цей період Вільнев також зустрів кінооператора Андре Тюрпена, з яким неодноразово співпрацюватиме в майбутньому.
У 1996 році Вільнев написав і зняв короткометражний фільм «Технецій» для антології «Космос», а двома роками пізніше — драматичний фільм «32-ге серпня на Землі», який є його повнометражним дебютом та оповідає про фотомодель у виконанні Паскаль Бюсс'єр, яка пережила дорожньо-транспортну пригоду і вирішила переосмислити своє життя. Картина була показана під час секції «Особливий погляд» на Каннському кінофестивалі, а також була висунута Канадою на премію «Оскар» за найкращий міжнародний художній фільм під час 71-ї церемонії вручення, проте не була номінована.

### 2000-ті: Перерва та повернення
У 2000 році Вільнев написав і зняв психологічну драму «Вир» з бюджетом у 3,4 млн $, що оповідає про молоду жінку, яка страждає на депресію й зав'язує романтичні стосунки із сином людини, яку вона вбила внаслідок дорожньо-транспортної пригоди. Фільм отримав загалом схвальні відгуки. Стівен Голден із The New York Times висловив думку, що фільм є «роздумом про розрив між блиском елітного міського життя та реальностями життя та смерті, які той маскує», а також зазначив вплив дадаїзму. Кевін Томас з Los Angeles Times описав картину як «стильну [і такою, що] захоплює подих» та похвалив «динамічну» робота Вільнева, назвавши режисера «талановитим, пристрасним і зухвалим». У ретроспективних оглядах агентство The Canadian Press описало картину як «незвичайну притчу», яка «демонструє більш авангардну сторону Вільнева», тоді як вебсайт IndieWire оцінив її як найгіршу у фільмографії режисера. Вільнев здобув кілька нагород за найкращу режисерську роботу й найкращий сценарій, а також був нагороджений призом ФІПРЕССІ на Берлінському міжнародному кінофестивалі.
Вільнев стосовно своєї перерви
Після випуску «Вира» Вільнев вирішив узяти перерву від кінематографа й переїхав до сільської місцевості, щоби присвятити більше часу дружині та дітям, а також переосмислити підхід до створення фільмів; на думку режисера, його попередні роботи були «зарозумілими й самовдоволеними» та «не достатньо сильними» загалом. Під час цього періоду він займався зйомкою рекламних роликів для різноманітних компаній, як-от Desjardins. 2006 року Вільнев написав двохвилинний короткометражний фільм «120 секунд до перемоги на виборах», який був знятий на мобільний телефон, а наступного року став співрежисером документального фільму «Крик щастя».
У 2008 він зняв короткометражний фільм «Поверхом вище» за сценарієм Жака Давідтса, що оповідає про групу з одинадцяти людей, які нескінченно поїдають їжу на бенкеті. Картина була представлена під час секції "Тиждень критики» на Каннському кінофестивалі 2008 року, де вона отримала приз від Canal+. Водночас він працював над драмою «Політех» (2009), що ґрунтується на масовому вбивстві в Політехнічній школі Монреаля в 1989 році. Вільнев написав сценарій у співавторстві з Жаком Давідсом та Еріком Лека, консультуючись із сім'ями загиблих і провівши інтерв'ю зі свідками трагічної події. Фільм отримав загалом схвальні відгуки критиків. Пітер Говелл з Toronto Star написав, що картина «показує насильство, точно відтворюючи історичний запис, але не потопає в ньому», тоді як Кетрін Монк з Calgary Herald похвалила Вільнева та акторський склад за «перетворення трагедії […] на твір глибокої краси». Деякі оглядачі розкритикували фільм за зображення насильства та нерозкриті теми. «Політех» завоював численні нагороди на церемоніях Джутра та «Геній», включно з преміями за найкращий фільм та найкращу режисерську роботу.

### 2010-ті: Загальне визнання

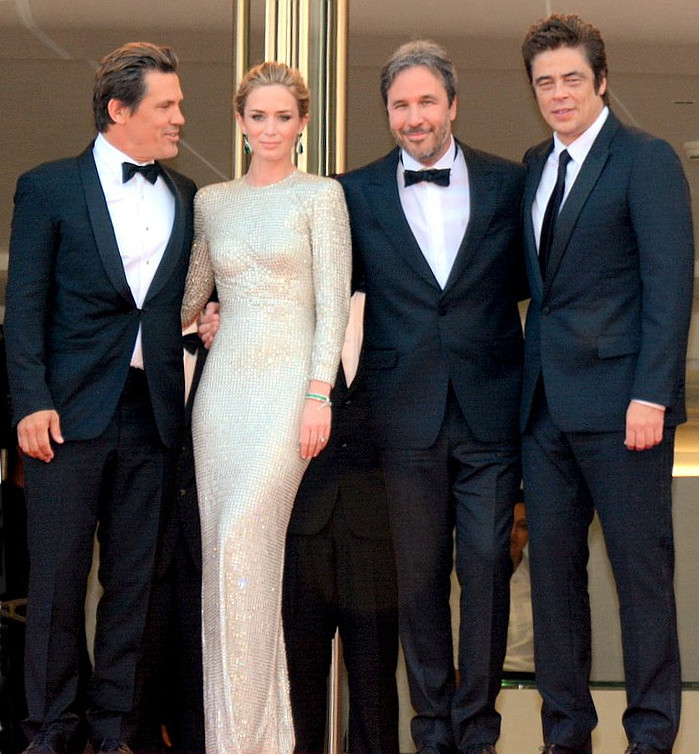
Вільнев разом із Джошем Броліном, Емілі Блант та Бенісіо дель Торо під час прем'єри фільму «Сікаріо» на Каннському кінофестивалі 2015 року

Одночасно з виробництвом «Політеха» Вільнев займався постановкою воєнної драми «Пожежі» (2010), яка ґрунтується на однойменній п'єсі Ваджи Муавада та оповідає про канадських близнюків, які вирушають до рідної країни своєї матері на Середньому Сході, щоби розкрити її таємниче минуле поки довкола відбувається громадянська війна. Він написав сценарій до фільму в співавторстві з Валері Богран-Шампан, працюючи над ним упродовж п'яти років. Фільм здобув визнання критиків і зібрав 16 млн $ при бюджеті в 6 млн $. Бетсі Шаркі з Los Angeles Times назвала фільм «найкращою реалізованою роботою» Вільнева, тоді як Роджер Еберт написав у своєму огляді, що картині «вдається показати, наскільки безглуздо й марно ненавидіти інших через їхню релігію». Фільм отримав численні нагороди та номінації, включно з номінаціями на премії БАФТА та «Оскар» за найкращий неангломовний фільм і найкращий міжнародний художній фільм відповідно. 2011 року Вільнев зняв два короткометражних фільми — «Дорослий рейтинг за оголеність» та «Емпіричне дослідження про вплив звуку на інерцію зору».
Вільнев став отримувати численні пропозиції та сценарії від різних кіностудій після успіху «Політеху» і, особливо, «Пожеж». Його наступними повнометражними роботами стали трилер «Полонянки» для Warner Bros. і психологічна драма «Ворог» — перші англомовні фільми режисера. Вільнев працював над ними одночасно — під час знімання «Ворога» влітку 2012-го він проводив кастинг для «Полонянок», а восени, коли перший фільм уже перебував на стадії постпродукції, почав знімання другого. «Ворог» був знятий за сценарієм Хав'єра Гуллона, що ґрунтується на романі Жозе Сарамагу «Двійник» та оповідає про викладача коледжу у виконанні Джейка Джилленгола, який помічає у фільмі з відеопрокату свого допельгангера. «Полонянки», який оповідає про зникнення двох дівчаток у Пенсильванії та їх подальший пошук, було знято за сценарієм Аарона Ґузиковського, тоді як головні ролі виконали Г'ю Джекман і Джилленгол. Фільм став першою картиною режисера для голлівудської кіностудії, а також його першим спільним проєктом із кінооператором Роджером Дікінсом, який виявив бажання співпрацювати з Вільневим після перегляду «Пожеж».
«Полонянки» та «Ворог» вийшли в серпні й вересні 2013 року відповідно. «Полонянки» отримав схвальні відгуки та зібрав 122 млн $. Ентоні Скотт із The New York Times похвалив Вільнева й написав, що той «з винятковою дисципліною вловлює, як повільно може текти час під час кризи, як незмінний стан незнання може тиснути на кожну мить», а Крістофер Орр із The Atlantic наголосив, що режисерська робота, поміж іншого, є «просто занадто сильною, щоби це ігнорувати». Численні видання додали картину до своїх списків найкращих фільмів 2013 року, включно з Національною радою кінокритиків США. Стрічка також отримала номінацію на премію «Оскар» за найкращу операторську роботу під час 86-ї церемонії вручення. «Ворог» отримав менш схвальні відгуки, тоді як деякі критики порівняли його з фільмами Девіда Лінча. Енн Хорнадей із The Washington Post написала у своєму неоднозначному огляді, що «попри всю майстерність, з якою Вільнев створює загрозливу, похмуру антиутопію […, вона] відчувається непереконливою та необґрунтованою». Вільнев був нагороджений премією Канадської кіноакадемії за найкращу режисерську роботу над «Ворогом».
У грудні 2013 року було повідомлено, що Вільнев зніме бойовик-трилер «Сікаріо» (2015) — першу частину трилогії в стилі неовестерну від сценариста Тейлора Шерідана. Фільм оповідає про принципового агента ФБР, яка приєдналася до урядової оперативної групи, щоби знищити лідера могутнього та жорстокого мексиканського наркокартелю, тоді як головні ролі виконали Емілі Блант, Бенісіо дель Торо та Джош Бролін. «Сікаріо» є другим проєктом, над яким Вільнев співпрацював із Дікінсом. Стрічка здобула визнання критиків і зібрала 84 млн $. Ден Джолін з Empire назвав її «прекрасно похмурим, безкомпромісним трилером. Простіше кажучи, [це] один із найкращих фільмів року». Кріс Раян з Grantland порівняв картину з «Апокаліпсисом сьогодні» Френсіса Форда Коппола, тоді як Пітер Треверс з Rolling Stone описав її як «сенсаційний, найзахопливіший та насичений напруженням» фільм із часів «Трафіку» Стівена Содерберга. «Сікаріо» отримав номінацію на «Золоту пальмову гілку» під час Каннського кінофестивалю 2015, а також кілька номінацій на премії БАФТА та «Оскар», включно з номінаціями за найкращу операторську роботу.

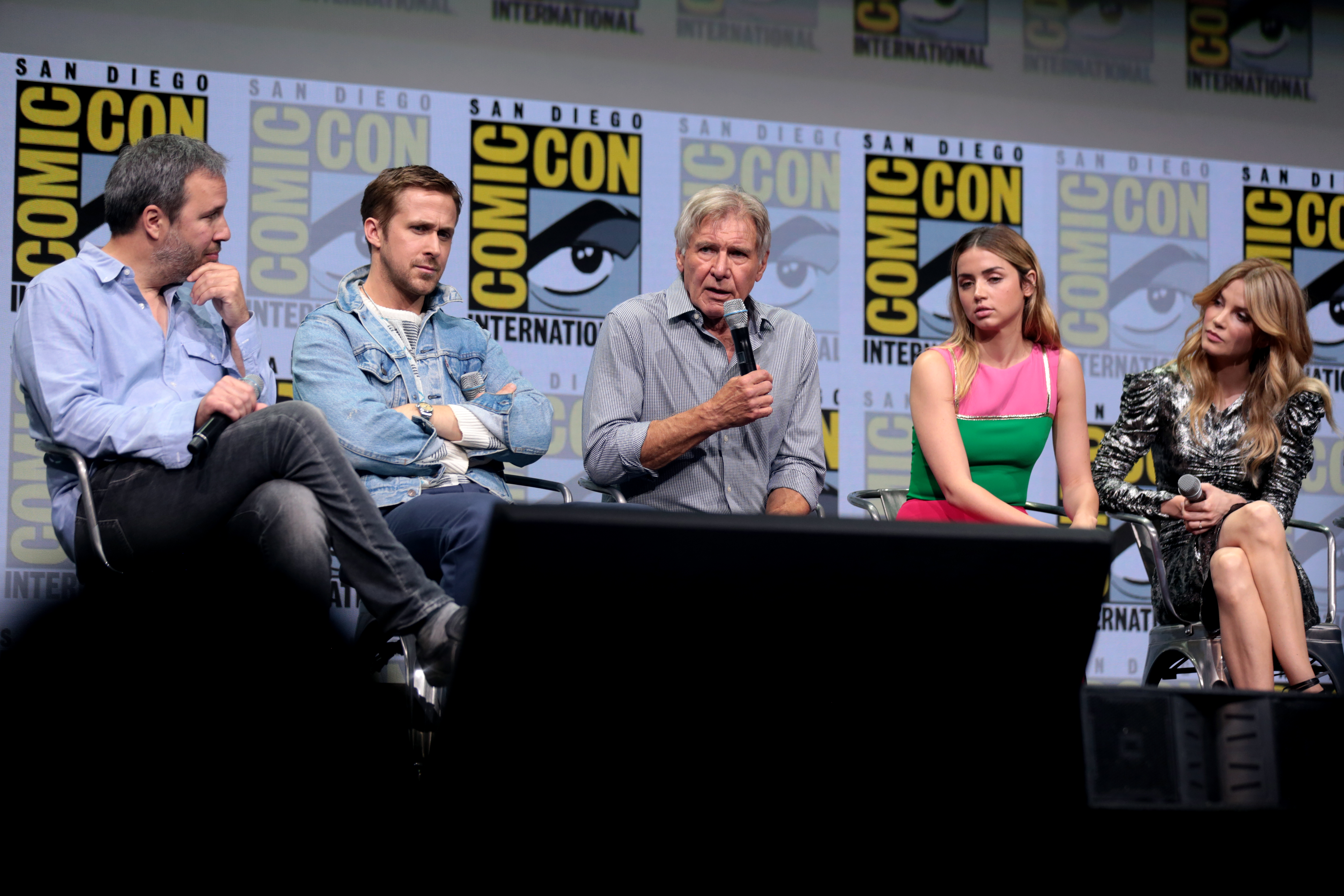
Вільнев разом із Раяном Гослінгом, Гаррісоном Фордом, Аною де Армас та Сільвією Гукс під час рекламної кампанії «Того, хто біжить по лезу 2049» на фестивалі San Diego Comic-Con у 2017 році

Ще під час виробництва «Полонянок» із Вільневим зв'язалася продюсерська компанія 21 Laps Entertainment щодо адаптації науково-фантастичної повісті Теда Чана «Історія твого життя». Вільнев, який довгий час хотів зняти науково-фантастичний фільм, разом зі сценаристом Еріком Гайссерером підготував остаточний сценарій, переробивши чорновий варіант, і змінив назву на «Прибуття». Фільм оповідає про лінгвістку у виконанні Емі Адамс, яку вербує американська армія, щоби дізнатися, як спілкуватися з іншопланетянами, що прибули на Землю, до того, як напруженість призведе до війни. Стрічка, прем'єра якої відбулася на 73-му Венеційському міжнародному кінофестивалі у 2016 році, здобула визнання критиків і зібрала 203 млн $. Роббі Коллін із The Telegraph написав, що фільм є «інтроспективним, філософським і екзистенційним», тоді як Сем Ланскі з Time назвав його «витонченою, дорослою науковою фантастикою: [це] фільм про інопланетян для тих, хто не любить фільми про інопланетян». Багато видань помістили «Прибуття» до своїх списків найкращих фільмів 2016 року. Стрічка також здобула численні нагороди та номінації, включно з вісьмома номінаціями на премію «Оскар» у таких категоріях, як «Найкращий фільм», «Найкраща режисерська робота», «Найкраща операторська робота» тощо. Вільнев, разом із Гайссерером, був нагороджений преміями Рея Бредбері та Г'юго за найкращу драматичну постановку.
Вільнев стосовно прийняття рішення зняти «Того, хто біжить по лезу 2049»
Після «Прибуття» Вільнев взявся за постановку наступного проєкту, яким стала неонуарна наукова фантастика «Той, хто біжить по лезу 2049» за сценарієм Гемптона Фенчера і Майкла Гріна — продовження «Того, хто біжить по лезу» (1982). Цьому передувала зустріч режисера з представниками продюсерської компанії Alcon Entertainment, з якою він співпрацював раніше над «Полонянками». Вільнев, який був натхнений «Тим, хто біжить по лезу» на вибір кінематографу своєю професією, вагався з прийняттям пропозиції компанії через культовий статус оригінального фільму, але врешті-решт погодився. «Той, хто біжіть по лезу 2049» оповідає про репліканта, що працює на департамент поліції Лос-Анджелеса та розкриває таємницю, яка загрожує дестабілізувати суспільство та перебіг цивілізації, тоді як головні ролі виконали Раян Гослінг і Гаррісон Форд, який був протагоністом першого фільму. Фільм є третім проєктом, над яким Вільнев співпрацював із Дікінсом.
«Той, хто біжить по лезу 2049» вийшов у жовтні 2017 році та здобув визнання критиків. Стрічка зібрала 259 млн $ при бюджеті у 150—185 млн $, ставши найкасовішою та найбюджетнішою у фільмографії Вільнева на той час. Критики, окрім іншого, вкрай похвально відгукнулися про роботу, яку виконав Вільнев. Ентоні Скотт із The New York Times висловив думку, що фільм є самоаналізом власних почуттів Вільнева і твором режисера, який виділяє «нервовий спокій», тоді як Мік Ласаль з San Francisco Chronicle написав, що картина використовує той самий тон оповіді, що й у роботах пізнього періоду режисера, як-от «Прибуття». Чимало видань помістили фільм до своїх списків найкращих фільмів 2017 року. Стрічка також отримала численні нагороди та номінації, включно з вісьмома номінаціями на премію БАФТА і п'ятьма номінаціями на премію «Оскар» у таких категоріях, як «Найкраща режисерська робота», «Найкраща операторська робота», «Найкращі візуальні ефекти» тощо.

### 2020-ті: Продовження роботи
Черговим проєктом Вільнева став епічний науково-фантастичний фільм «Дюна» — перша частина адаптації однойменного роману Френка Герберта. Вільнев заявив про своє бажання створити нову адаптацію роману у вересні 2016 року, хоча сказав, що це було малоймовірно. Компанія Legendary Entertainment, що отримала кіноправа на франшизу «Дюна» в листопаді, почала переговори з ним у грудні, які згодом були успішно завершені. Крім режисерської роботи Вільнев займався написанням сценарію спільно з Джоном Спейтсом та Еріком Ротом, а також став продюсером разом із Мері Перент і Кейлом Бойтером. Хоча спочатку прем'єра картини мала статися наприкінці 2020 року, через пандемію коронавірусної хвороби її випуск було перенесено на вересень 2021-го. «Дюна» здобула загалом схвальні відгуки та зібрала 400 млн $ при бюджеті в 165 млн $, ставши найкасовішим фільмом Вільнева. Бен Тревіс з Empire описав фільм, як «захопливу масштабну адаптацію, що вселяє шанобливий трепет», тоді як Роббі Коллін з The Telegraph назвала його «величним, тривожним і [таким, що] огортає». Джастін Чанг з Los Angeles Times похвалив Вільнева пишучи, що він «затягує […] у напрочуд яскраве, іноді правдоподібне страшне бачення майбутнього». Багато видань помістили картину до своїх списків найкращих фільмів 2021 року, включно з Національною радою кінокритиків США та Американським інститутом кіномистецтва. Поміж численних нагород та номінацій «Дюни» є одинадцять номінацій на премію БАФТА, десять номінацій на премію «Оскар» і три номінації на премію «Золотий глобус» у таких категоріях, як «Найкращий фільм», «Найкраща режисерська робота», «Найкращий адаптований сценарій» тощо.
Наступним проєктом Вільнева стала «Дюна 2» (2024) — друга частина адаптації роману Герберта. Також він стане режисером пілотного епізоду і виконавчим продюсером серіалу «Дюна: Сестринство», який є спін-офом та приквелом основного фільму та оповідає про таємничий жіночий орден, знаний як Бене Ґессерит. У жовтні 2020 року було повідомлено, що Вільнев зніме мінісеріал «Син» для HBO, над яким втретє співпрацюватиме з Джейком Джилленголом, і стане виконавчим продюсером спільно з актором. Вільнев знову співпрацюватиме з компанією Alcon Entertainment у постановці наукової фантастики «Побачення з Рамою» — адаптації однойменного роману Артура Кларка. Також було оголошено, що Вільнев стане режисером біографічного фільму про Клеопатру.

## Стиль та вплив
За словами Вільнева, на його творчість найбільше вплинули такі кінорежисери як Стівен Спілберг, Стенлі Кубрик, Альфред Гічкок, брати Коен, Пол Андерсон, Рідлі Скотт, Сем Мендес, Жан-Люк Годар, Франсуа Трюффо, Інгмар Бергман, Йоргос Лантімос та Крістофер Нолан.

## Особисте життя
Вільнев одружений з Танею Лапуант, режисеркою та колишньою журналісткою. Також був у шлюбі з акторкою Машею Грено та має трьох дітей від попередніх відносин. Його донька, Саломе Вільнева, також кінорежисерка та сценаристка, яка дебютувала у короткометражному фільмі під назвою III .
У липні 2018 року Вільнев підтримав петицію французького Товариства кінорежисерів на захист ув'язненого в Росії українського кінорежисера Олега Сенцова.

## Фільмографія
| Рік  | Назва                        | Оригінальна назва    |
| ---- | ---------------------------- | -------------------- |
| 1998 | 32-ге серпня на Землі        | Un 32 août sur terre |
| 2000 | Вир                          | Maelström            |
| 2009 | Політех                      | Polytechnique        |
| 2010 | Пожежі                       | Incendies            |
| 2013 | Полонянки                    | Prisoners            |
| 2013 | Ворог                        | Enemy                |
| 2015 | Сікаріо                      | Sicario              |
| 2016 | Прибуття                     | Arrival              |
| 2017 | Той, хто біжить по лезу 2049 | Blade Runner 2049    |
| 2021 | Дюна                         | Dune                 |
| 2024 | Дюна 2                       | Dune: Part Two       |
|      | Джеймс Бонд 26               | James Bond 26        |

## Нагороди та почесті
Вільнев був номінований на п'ять премій БАФТА, дві премії «Золотий глобус» і чотири премії «Оскар» станом на 2022 рік.
У 2012 році Вільнев був нагороджений канадською версією медалі Діамантового ювілею королеви Єлизавети II. Він також є членом відділення режисерів в Академії кінематографічних мистецтв і наук із 2014 року. У грудні 2017 року він отримав почесний докторський ступінь у Квебецькому університеті в Монреалі, де навчався в юності. У липні 2018 року йому було присвоєно ступінь офіцера Ордену Канади (OC), а у 2019-му був посвячений у лицарі Національного ордену Квебеку (CQ). Того ж року він був нагороджений премією «Режисер десятиліття» від Голлівудської асоціації критиків.
| Рік    | Фільм                        | БАФТА     | БАФТА    | Золотий глобус | Золотий глобус | Оскар     | Оскар    |
| Рік    | Фільм                        | Номінації | Перемоги | Номінації      | Перемоги       | Номінації | Перемоги |
| ------ | ---------------------------- | --------- | -------- | -------------- | -------------- | --------- | -------- |
| 2010   | Пожежі                       | 1         | Н/Д      | Н/Д            | Н/Д            | 1         | Н/Д      |
| 2013   | Полонянки                    | Н/Д       | Н/Д      | Н/Д            | Н/Д            | 1         | Н/Д      |
| 2015   | Сікаріо                      | 3         | Н/Д      | Н/Д            | Н/Д            | 3         | Н/Д      |
| 2016   | Прибуття                     | 9         | 1        | 2              | Н/Д            | 8         | 1        |
| 2017   | Той, хто біжить по лезу 2049 | 8         | 2        | Н/Д            | Н/Д            | 5         | 2        |
| 2021   | Дюна                         | 11        | Н/Д      | 3              | 1              | 10        | 6        |
| Усього | Усього                       | 32        | 3        | 5              | 1              | 28        | 9        |